# Herman Schück
Herman Erik Schück, född 5 april 1925 i Stockholm, död 24 december 2015 i Bromma församling, var en svensk medeltidshistoriker. Han var professor i historia vid Stockholms universitet 1978–1990.
Schück studerade historia vid Stockholms högskola och blev 1959 filosofie doktor på den över 600-sidiga avhandlingen Ecclesia Lincopensis. Studier om Linköpingskyrkan under medeltiden och Gustav Vasa. Schücks eget forskningsarbete efter disputationen gällde huvudsakligen statsmaktens successiva framväxt under medeltiden och kyrkans roll i den processen. Hans publicerade arbeten handlar bland annat om riksrådets verksamhet, riksdagens framväxt och den medeltida statsmaktens arkivbildning. Som professor ledde Schück också ett stort forskningsprojekt (Stockholm blir huvudstad) om Stockholms utveckling till en modern europeisk huvudstad under 1600-talet. Inom projektet disputerade ett flertal framstående historiker med olika ämnen inom temat, bland andra Lars Ericson Wolke.
Schück invaldes 1963 som ledamot av Samfundet för utgivande av handskrifter rörande Skandinaviens historia och blev 1985 ledamot av Vitterhetskademien.
Herman Schück var son till Adolf Schück och Ruth Josephson född i släkten Josephson. De är alla begravda på Uppsala gamla kyrkogård.

## Priser och utmärkelser
- 1985 – Ledamot av Vitterhetsakademien
- 1991 – Gösta Berg-medaljen
- 2002 – Axel Hirschs pris